# Голеркань
Голеркань (рум. Holercani) — село в Дубесарському районі Молдови. Утворює окрему комуну. Село розташоване на правому березі Дністра.
Відстані: 15 км до Дубоссар, 50 км до Кишинева.

## Географія
Село розташоване на висоті 157 метрів над рівнем моря на правому березі Дністра. Після спорудження дамби в Дубоссарах у 1954 році утворилося штучне море, яке розкинулося на площі 6 750 га і має довжину 128 км із середньою глибиною 7,5 метрів. Старий центр села опинився під водою, а церкву, яка колись стояла на схилі пагорба, винесло на берег водосховища.

## Етимологія
Назва села походить від українського слова горілка, яке лягло в основу назви села, утвореного за допомогою суфікса -ани.

## Історія
Уперше згадується в документі Михайла Могили від 1607 р.
Місцевість представлена на картах 18 ст. Карта Bowr 1770 (1774) фіксує його як головне поселення на Дністрі, з місцем розгортання російських армій під час російсько-турецької війни 1768—1774 років.
У матеріалах перепису 1772—1773 рр. ми знаходимо зареєстровану місцевість Голеркани лише з 20 дворами, сільський маєток, що належав монастиреві «Св. Сава» з Яссів.
Перепис Молдавії 1774 року фіксує 26 будинків, 3 з яких були занедбані. Загалом проживало 23 сім'ї: 11 бірників (платників податків) і 12 руфетурь (звільнені від сплати податку), з яких 10 волонтерів (молдовські добровольці в російсько-турецькій війні), 1 священик і 1 диякон.
У переписі 1803 року в селі проживало 65 сім'ї, що платили бір, від яких на рік молдавське казначейство забирало 1128 лей.
У переписі 1817 року вказано село Горілкани у Верхньо-Дністровському окрузі Оргеївського цинута. Розряд А (стан заможний). 3 священики, 1 диякон, 1 дячок, 1 помомар, 1 староста; 1 мазил, нижчий стан: 75 господарств, 2 вдови, 2 бурлаки. Усього 85 чоловічих господарств і 2 вдовиних. Вотчина належить монастирю Св. Сави з Ясс. Уздовж Дністра землі для прожитку вдосталь; мають сади; мають прибуток від обробітку тютюну та ловля риби.
Згідно з переписом 1835 року, в селі проживало 117 селянських сімей (250 чоловіків і 238 жінок); 3 сім'ї кріпаків-циган (6 чоловіків і 5 жінок); 6 сімей мазилів і рупташів (13 чоловіків і 18 жінок) і 8 сімей церковнослужителів (22 чоловіки і 15 жінок), у тому числі 2 священики, 1 диякон, 2 дячка, 1 пономарь і 2 вдовині родини.
З другої половини XIX століття село Голеркань закордонний маєток Єрусалимського монастиря Св. Гробу Господнього.
У списки населених місць Російської імперій 1859 року зазначено: Горелкан, монастирське село при річці Дністер, відстань від повітового міста 26 верст (27,74 км), 174 двори з населенням 872 мешканців (429 чоловіків і 443 жінок), є православна церква.
У 1885 році почалася підготовка до відкриття церковно-парафіяльних шкіл у маєтках закордонних монастирів. На основі статистичних даних про маєтки та їхнє населення було складено списки 20 селищ (включно з Голерканами), у яких будуть побудовані школи. 31 січня в наслідок клопотання Архієпископа Кишинівського і Хотинського, Обер Прокурор Св. Синоду дозволив від доходів з маєтках закордонних монастирів одноразово асигнувати на влаштування у зазначених селищах 58000 рублів і відпускати щорічно на утримання кожної школи по 436 рублів. Будівля школи була збудована з каменю і застрахована в Російському страховому від вогню товариством на суму в 3000 рублів. Школу було відкрито в січні 1887 року, і тоді ж і почалися заняття. Вчителькою була Анастасія Свєтєнко, випускниця Жіночого Єпархіального Училища. У 1887 церковно-парафіяльну школу відвідували 32 хлопчики.
Перепис населення Російської імперії 1897 року нарахував 1304 мешканців, з яких 664 чоловіки та 640 жінок.
З 1904 року: «Голеркани село в Оргеївському повіті, Кріулянська волость, розташована на березі Дністра». У ньому 247 будинків, населення 1860 душ; церква; російська початкова школа. З цього села 1872 року багато емігрантів виїхали селитися на Кавказ.
Під час аграрної реформи 1918—1924 рр. селянам Голеркани було надано по 6 га орної землі та пасовища на кожного голову двору. Мешканці, які мали у своєму володінні менше землі, отримували також сільськогосподарські угіддя до 6 га.
У 1941 році в Голерканах було 463 будівлі та 1851 житель.

## Населення
Згідно з Переписом населення Молдови 2004 року, село нараховувало 2522 жителів. З них 2510 молдован, 5 росіян, 3 українці, 1 гагауз. За переписом 1930 року в селі нараховувалось 1819 жителів, серед яких 1799 молдован, 14 євреїв (для всіх рідною мовою був їдиш), 4 угорці, 1 німець та 1 росіянин.

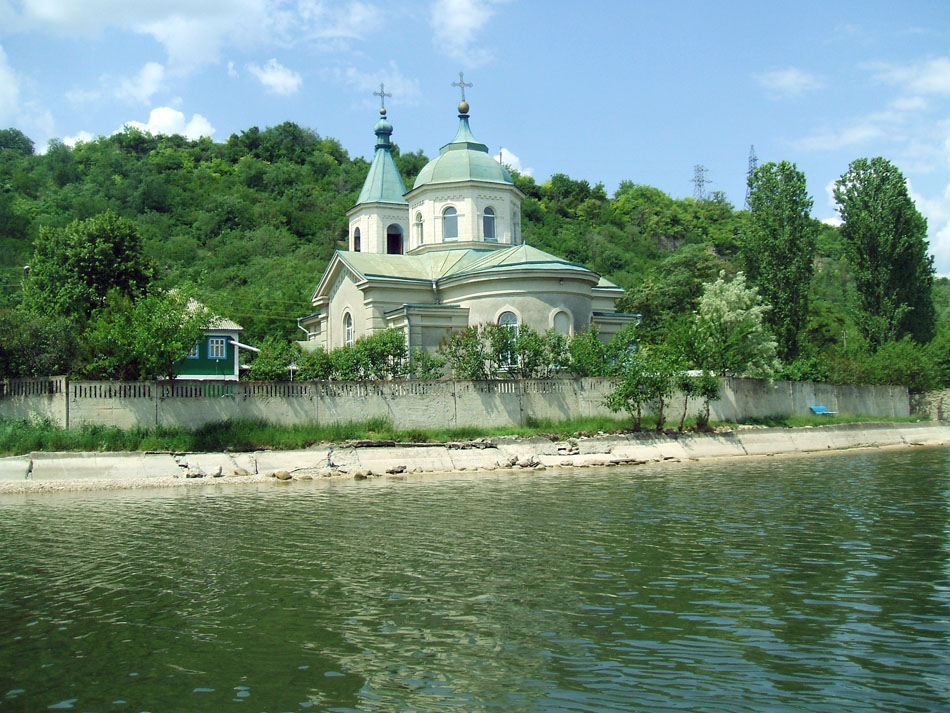
Церква Св. Миколая Чудотворця

| Національність | 1930 | 2004 | 2014 |
| -------------- | ---- | ---- | ---- |
| молдовани      | 1799 | 2488 | 2165 |
| українці       |      | 3    |      |
| росіяни        | 1    | 5    |      |
| гагаузи        |      | 1    |      |
| євреї          | 14   |      |      |
| німці          | 1    |      |      |
| угорці         | 4    |      |      |
| румуни         |      | 22   | 51   |
| інші           |      | 3    | 5    |
| не вказано     |      |      | 50   |
| Усього         | 1819 | 2510 | 2271 |

## Релігійне життя
Найбільш ранні звістки свідчать про те, що на вотчині Голеркани, яка належала Ясському монастирю Св. Сави, вже 1796 року існувала дерев'яна церква Св. Архістратигів. До 1813 року вона дійшла в незадовільному стані.
Першу кам'яну церкву в селі Голеркани було збудовано 1817 року, про що свідчать документи «Церква Св. Архістрага Михаїла села Голеркани, що належить монастирю Святого Сави міста Ясси, - побудована 1817 року ретельністю купця Зоїци Кондінерула. - Будівлею кам'яна, вкрита шинделем, з особливою дзвіницею на чотирьох дерев'яних стовпах, вкрита теж шинделем.»
1866 року до будівлі Свято-Михайлівської церкви було прибудовано кам'яну дзвіницю.
На той час селище Голеркани входило до числа маєтків, що належали Єрусалимському монастирю Св. Гробу Господнього. Як значиться в документі ("Список - новозбудованим і перебудованим церквам у селищах, що належать монастирю Св. Гробу Господнього в Бессарабії"), складеному Керуючим маєтками протосингелом (архімандритом) Никодимом: “У селищі Холерканах 1866 року стару церкву перебудовано, поставлено нову до неї дзвіницю, пофарбовано всередині та зовні, зроблено новий іконостас і ікони, нове начиння та судини, і витрачено загалом 2200 руб. сріблом.”.
1895 року в селі Голеркани було збудовано нову кам'яну церкву, яка дійшла до нашого часу і має більш ніж столітній вік.
Напевно, найґрунтовніший ремонт голерканської церкви проводили 1913 року, коли в дзвіниці розібрали кам'яне хрестове склепіння, пробито в стіні дзвіниці отвір для дверей на хори, влаштовано нові хори, настелено в церкві нову підлогу, встановлено металеві решітки на вікна, покладено кам'яні плити навколо церкви, позолочено хрести та ін.
Ремонт робив підрядник Євфимій Прохоренко під наглядом архітектора М.С. Сероцинського, який і склав детальний кошторис на ремонт будівлі церкви. Ремонт будівлі церкви обійшовся в 4200 рублів.
Слід зауважити, що якщо попередні церкви в селі (дерев'яна і кам'яна 1817 р.) були освячені в ім'я Св. Архістратига Михаїла, то нині існуючу церкву в 1895 році освячено в ім'я Св. Миколая Чудотворця.
| Ім'я, прізвище                 | роки      |
| ------------------------------ | --------- |
| Захарія Софронієвич Сандулеску | 1843-1877 |
| Николай Георгійович Яков       | 1891-1909 |
| Матвій Порфирович Ніков        | 1909-1940 |
| Петр Гербановський             | 1941-1942 |
| Всеволод Костянтинович Гума    | 1943-1944 |
| Николай Іванович Григорашенко  | 1946-1959 |
| Василь Піструй                 | 1992-2000 |
| Феодор Пелін                   | 2000-2004 |
| Емануїл Григорієв              | 2004      |

## Відомі люди
- Віталій Марінуца — міністр оборони Молдови.